# Weeshuistoerisme
Weeshuistoerisme is het verrichten van vrijwilligerswerk bij weeshuizen in ontwikkelingslanden. Veelal dragen deze vrijwilligers hieraan ook financieel bij waardoor een verdienmodel ontstaat die de aanwas van 'weeskinderen' bevordert dat leidt tot mensenhandel en moderne slavernij. Uit onderzoek blijkt dat de meeste kinderen in weeshuizen geen wees zijn, maar in een weeshuis belanden omdat ouders vanwege armoede geen zorg kunnen geven. Kinderen worden bij ouders weggelokt met beloftes van onderwijs en goede zorg, en vervolgens vaak doorverkocht aan ‘weeshuizen’. Kinderen worden soms ook ingezet om vrijwilligers te werven of toeristen te trekken die geld doneren en cadeautjes kopen.